# Ramsevika
Ramsevika – wieś w zachodniej Norwegii, w okręgu Sogn og Fjordane, w gminie Vågsøy. Miejscowość leży na północnej części wyspy Husevågøy, nad fiordem Vågsfjorden. Ramsevika znajduje się 3 km na wschód od miejscowości Husevåg i około 7 km na południe od centrum administracyjnego gminy – Måløy. Z wyspy można dostać się na stały ląd tylko promem, który kursuje do miejscowości Måløy oraz Oldeide. Nieopodal wsi znajduje się jezioro Nakken, którego lustro wody położone jest na wysokości 102 m n.p.m.   
Miejscowość jest wymieniona w źródłach historycznych pochodzących z XVII wieku.